# 孙梅竞
孙梅竞（藏文名：班乾桑卓，1986年3月6日—），出生于甘孜藏族自治州丹巴县，擅长舞蹈。北京电影学院表演系2002级本科毕业，与刘亦菲、王嘉、罗晋等是同班同学，曾参加《加油！东方天使》，为网络赛区5强。

## 学历
- 中央民族大学舞蹈系1998级中专
- 北京电影学院表演系2002级本科

## 影视
- 2007年 电影 《门神下的婚约》 女主角
- 2009年 电视剧《乱世玉缘》 饰演：李如花
- 2009年 电视剧 《我的孩子我的家》 饰演：许颖洁
- 2010年 电影 《熊出，没注意》饰演：娜娜

## 经历
- 1999年10月：参加中华人民共和国五十周年天安门庆典演出
- 1999年11月：入选中华少数民族青少年访美文化交流活动，在美国(华盛顿、纽约、落杉矶)进行文化演出交流活动，并应邀到香港，参加香港政界和文化界进行青少年文化交流；
- 2001年：参加在人民大会堂举办的全国少数民族文艺汇演，演出舞蹈《长鼓谣》、《瓦山火》并获得银奖
- 2002年：在校期间排演话剧《大雪地》、《朱丽小姐》、小品《电影票》、《羚羊姑娘》等
- 2004年：参加中国电影集团摄制的电影胶片《惊情神农架》担任女主角
- 2005年：参加总政话剧团纪念易卜生戏剧大师话剧《群鬼》排练和演出
- 2007年：拍摄电影《门神下的婚约》担任女主角
- 2008年：参加韩两国联合拍摄的电影频道电视系列片《从北京到首尔》，并拍摄电影《首尔恋歌》担任女主角。
- 2009年：拍摄三十集电视剧《乱世玉缘》饰演：李如花
- 2009年：拍摄华谊兄弟四十三集电视剧《我的孩子我的家》饰演：许颖洁

## 奖项
- 舞蹈《长鼓谣》《瓦山火》获银奖
- 舞蹈比赛《美之杯》获个人三等奖